# نشان آرتسرونی
نشان آرتسرونی (ارمنی: Նշան Արծրունի؛ زادهٔ ۱۸۴۹ - درگذشته ۱۸۹۵) نویسنده و پزشک اهل ارمنستان بود.